# Lista monumentelor istorice din județul Buzău - C

Simbol pentru monumentele istorice

Lista monumentelor istorice din județul Buzău - C cuprinde monumentele istorice înscrise în Patrimoniul cultural național al României și aflate în localități ce încep cu litera C din județul Buzău.
Lista completă este menținută și actualizată periodic de către Ministerul Culturii, Cultelor și Patrimoniului Național din România, prin intermediul Institutului Național al Patrimoniului, ultima versiune datând din 2015. Această listă cuprinde și actualizările ulterioare, realizate prin ordin al ministrului culturii.
| Cod LMI                                           | Denumire                                                     | Localitate                                | Localizare                                                                                 | Datare, Creatori                                                               | Imagine               | Erori             |
| ------------------------------------------------- | ------------------------------------------------------------ | ----------------------------------------- | ------------------------------------------------------------------------------------------ | ------------------------------------------------------------------------------ | --------------------- | ----------------- |
| BZ-I-s-B-02208 (RAN: 45762.01)                    | Așezare                                                      | sat Calvini; comuna Calvini               | „În loturi”                                                                                | Epoca migrațiilor                                                              | Încarcă foto \| video | Raportează eroare |
| BZ-I-s-B-02209 (RAN: 47328.01)                    | Așezare                                                      | sat Caragele; comuna Luciu                | Pe terasa de la stânga Călmățuiului, la N și NE de sat                                     | sec. XII - V a. Chr., Hallstatt                                                | Încarcă foto \| video | Raportează eroare |
| BZ-I-s-B-02210 (RAN: 47328.02)                    | Așezare                                                      | sat Caragele; comuna Luciu                | „Movila Lungă”                                                                             | sec. IV - V p. Chr., Epoca migrațiilor, Cultura Sântana de Mureș - Cerneahov   | Încarcă foto \| video | Raportează eroare |
| BZ-I-s-A-02211 (RAN: 50139.01)                    | Așezare                                                      | sat Cândești; comuna Vernești             | „Coasta Popii”, la cca. 0,8 km V de sat, în dreptul bisericii vechi 45.24111°N 26.69583°E  | sec. VI - VII, Epoca migrațiilor, Cultura Ipotești - Cândești                  | Încarcă foto \| video | Raportează eroare |
| BZ-I-s-A-02212 (RAN: 50148.01)                    | Situl arheologic de la Cârlomănești                          | sat Cârlomănești; comuna Vernești         | „Cetățuia”, în latura de V a cătunului Pietriș 45.22805°N 26.69583°E                       |                                                                                | Încarcă foto \| video | Raportează eroare |
| BZ-I-m-A-02212.01 (RAN: 50148.01.03)              | Așezare                                                      | sat Cârlomănești; comuna Vernești         | „Cetățuia”, în latura de V a cătunului Pietriș 45.22805°N 26.69583°E                       | sec. II - I a. Chr., Latène, Cultura geto-dacică                               | Încarcă foto \| video | Raportează eroare |
| BZ-I-m-A-02212.02 (RAN: 50148.01.02)              | Așezare                                                      | sat Cârlomănești; comuna Vernești         | „Cetățuia”, în latura de V a cătunului Pietriș 45.22805°N 26.69583°E                       | sec. XII - V a. Chr, Hallstatt                                                 | Încarcă foto \| video | Raportează eroare |
| BZ-I-m-A-02212.03 (RAN: 50148.01.01)              | Așezare                                                      | sat Cârlomănești; comuna Vernești         | „Cetățuia”, în latura de V a cătunului Pietriș 45.22805°N 26.69583°E                       | mil. III - II, Epoca bronzului, Cultura Monteoru                               | Încarcă foto \| video | Raportează eroare |
| BZ-I-s-B-02213 (RAN: 46028.01)                    | Situl arheologic de la Cernătești                            | sat Cernătești; comuna Cernătești         | „La Cetățuie”, în Valea Malului și Valea Pluteșului                                        |                                                                                | Încarcă foto \| video | Raportează eroare |
| BZ-I-m-B-02213.01                                 | Cetate                                                       | sat Cernătești; comuna Cernătești         | „La Cetățuie”, în Valea Malului și Valea Pluteșului; „Plai”                                | sec. XVI - XVII                                                                | Încarcă foto \| video | Raportează eroare |
| BZ-I-m-B-02213.02                                 | Așezare                                                      | sat Cernătești; comuna Cernătești         | „La Cetățuie”, în Valea Malului și Valea Pluteșului; „Plai”                                | mil. III - II, Epoca bronzului, Cultura Monteoru                               | Încarcă foto \| video | Raportează eroare |
| BZ-I-m-B-02213.03                                 | Necropolă                                                    | sat Cernătești; comuna Cernătești         | „La Cetățuie”, în Valea Malului și Valea Pluteșului; „Plai”                                | mil. III - II, Epoca bronzului, Cultura Monteoru                               | Încarcă foto \| video | Raportează eroare |
| BZ-I-s-B-02214 (RAN: 47792.01)                    | Așezare                                                      | sat Cioranca; comuna Movila Banului       | Movila Banului                                                                             | sec. IX - XI, Epoca medievală timpurie, Cultura Dridu                          | Încarcă foto \| video | Raportează eroare |
| BZ-I-s-B-02215 (RAN: 49929.01)                    | Situl arheologic de la Clondiru                              | sat Clondiru; comuna Ulmeni               | „Pe Movilă”, la ieșirea din sat spre Movila Banului, în jurul cramei fostului CAP          |                                                                                | Încarcă foto \| video | Raportează eroare |
| BZ-I-m-B-02215.01 (RAN: 49929.01.03)              | Așezare                                                      | sat Clondiru; comuna Ulmeni               | „Pe Movilă”, la ieșirea din sat spre Movila Banului, în jurul cramei fostului CAP          | sec. III - IV p. Chr., Epoca migrațiilor, Cultura Sântana de Mureș - Cerneahov | Încarcă foto \| video | Raportează eroare |
| BZ-I-m-B-02215.02 (RAN: 49929.01.01, 49929.01.02) | Așezare                                                      | sat Clondiru; comuna Ulmeni               | „Pe Movilă”, la ieșirea din sat spre Movila Banului, în jurul cramei fostului CAP          | mil. IV - V, Neolitic mijlociu, Cultura Boian                                  | Încarcă foto \| video | Raportează eroare |
| BZ-I-s-B-02216 (RAN: 48511.01)                    | Situl arheologic de la Clondiru de Sus                       | sat Clondiru de Sus; comuna Pietroasele   | „Pe Vâjâietoare”, în viile de la S de sat din zona „Fundul Căzăcii”, spre E, până la șosea |                                                                                | Încarcă foto \| video | Raportează eroare |
| BZ-I-m-B-02216.01 (RAN: 48511.01.01)              | Necropolă                                                    | sat Clondiru de Sus; comuna Pietroasele   | „Pe Vâjâietoare”, în viile de la S de sat din zona „Fundul Căzăcii”, spre E, până la șosea | sec. VIII - X, Epoca medievală timpurie, Cultura Dridu                         | Încarcă foto \| video | Raportează eroare |
| BZ-I-m-B-02216.02 (RAN: 48511.01.02)              | Așezare                                                      | sat Clondiru de Sus; comuna Pietroasele   | „Pe Vâjâietoare”, în viile de la S de sat din zona „Fundul Căzăcii”, spre E, până la șosea | sec. XII - V a. Chr, Hallstatt                                                 | Încarcă foto \| video | Raportează eroare |
| BZ-I-s-B-02217 (RAN: 48511.02)                    | Necropolă                                                    | sat Clondiru de Sus; comuna Pietroasele   | În gospodăria Ivașcu și vecini, spre N, până la casa Ciobanu                               | sec. IV - V p. Chr., Epoca migrațiilor, Cultura Sântana de Mureș - Cerneahov   | Încarcă foto \| video | Raportează eroare |
| BZ-I-s-B-02218 (RAN: 46448.01)                    | Necropolă                                                    | sat Colți; comuna Colți                   | „Vârful Bâi”, pe pintenul de deal cu releul TV                                             | mil. III - II, Epoca bronzului, Cultura Monteoru                               | Încarcă foto \| video | Raportează eroare |
| BZ-I-s-B-02220 (RAN: 46493.02)                    | Situl arheologic de la Costești                              | sat Costești; comuna Costești             | În spatele morii, la marginea de E a satului                                               |                                                                                | Încarcă foto \| video | Raportează eroare |
| BZ-I-m-B-02220.01 (RAN: 46493.02.01)              | Așezare                                                      | sat Costești; comuna Costești             | În spatele morii, la marginea de E a satului                                               | sec. XVI - XVIII                                                               | Încarcă foto \| video | Raportează eroare |
| BZ-I-m-B-02220.02 (RAN: 46493.02.02)              | Necropolă                                                    | sat Costești; comuna Costești             | În spatele morii, la marginea de E a satului                                               | sec. XII - V a. Chr., Hallstatt                                                | Încarcă foto \| video | Raportează eroare |
| BZ-I-s-B-02221 (RAN: 50497.02)                    | Situl arheologic de la Costieni                              | sat Costieni; comuna Ziduri               | Pe malul gârlei Valea, la E de sat                                                         |                                                                                | Încarcă foto \| video | Raportează eroare |
| BZ-I-m-B-02221.01 (RAN: 50497.02.02)              | Necropolă                                                    | sat Costieni; comuna Ziduri               | Pe malul gârlei Valea, la E de sat                                                         | sec. VIII - IX, Epoca migrațiilor                                              | Încarcă foto \| video | Raportează eroare |
| BZ-I-m-B-02221.02 (RAN: 50497.02.01)              | Așezare                                                      | sat Costieni; comuna Ziduri               | Pemalulgârlei Valea, la E de sat                                                           | sec. III - IV p. Chr.                                                          | Încarcă foto \| video | Raportează eroare |
| BZ-I-m-B-02221.03 (RAN: 50497.02.03)              | Așezare                                                      | sat Costieni; comuna Ziduri               | Pe movila de lângă izvor, la 1 km NE de sat                                                | sec. III - IV p. Chr.                                                          | Încarcă foto \| video | Raportează eroare |
| BZ-I-m-B-02221.04 (RAN: 50497.02.04)              | Așezare                                                      | sat Costieni; comuna Ziduri               | Pe movila de lângă izvor, la 1 km NE de sat                                                | mil. V, Eneolitic                                                              | Încarcă foto \| video | Raportează eroare |
| BZ-I-s-B-02222 (RAN: 48708.01)                    | Situl arheologic de la Coțatcu                               | sat Coțatcu; comuna Podgoria              | „Cetățuia”, cca. 2 km NV de sat 45.48889°N 26.9875°E                                       |                                                                                | Încarcă foto \| video | Raportează eroare |
| BZ-I-m-B-02222.01 (RAN: 48708.01.02)              | Așezare                                                      | sat Coțatcu; comuna Podgoria              | „Cetățuia”, cca. 2 km NV de sat 45.48889°N 26.9875°E                                       | mil. III - II, Epoca bronzului, Cultura Monteoru                               | Încarcă foto \| video | Raportează eroare |
| BZ-I-m-B-02222.02 (RAN: 48708.01.01)              | Așezare                                                      | sat Coțatcu; comuna Podgoria              | „Cetățuia”, cca. 2 km NV de sat 45.48889°N 26.9875°E                                       | mil. IV, Eneolitic, Cultura Gumelnița                                          | Încarcă foto \| video | Raportează eroare |
| BZ-II-m-B-02374                                   | Conacul Procopie Casota                                      | sat Casota; comuna Glodeanu-Siliștea      | 58 44.8534°N 26.7123°E                                                                     | 1872                                                                           | Alte imagini          | Raportează eroare |
| BZ-II-m-B-02377                                   | Casa Nicolae Popescu                                         | sat Cătina; comuna Cătina                 |                                                                                            | 1900                                                                           | Încarcă foto \| video | Raportează eroare |
| BZ-II-a-B-02376                                   | Gospodăria Constantin Păsăroiu                               | sat Cătina; comuna Cătina                 | 175                                                                                        | 1910                                                                           | Încarcă foto \| video | Raportează eroare |
| BZ-II-m-B-02376.01                                | Casa Constantin Păsăroiu                                     | sat Cătina; comuna Cătina                 | 175                                                                                        | 1910                                                                           | Încarcă foto \| video | Raportează eroare |
| BZ-II-m-B-02376.02                                | Poartă                                                       | sat Cătina; comuna Cătina                 | 175                                                                                        | 1910                                                                           | Încarcă foto \| video | Raportează eroare |
| BZ-II-m-B-02376.03                                | Grajd                                                        | sat Cătina; comuna Cătina                 | 175                                                                                        | 1910                                                                           | Încarcă foto \| video | Raportează eroare |
| BZ-II-m-B-02375                                   | Moară de apă                                                 | sat Cătina; comuna Cătina                 | 316 45.2941°N 26.2458°E                                                                    | sf. sec. XIX                                                                   |                       | Raportează eroare |
| BZ-II-a-B-02378 (RAN: 47435.01)                   | Ansamblul bisericii „Sf. Dimitrie”                           | sat Câmpulungeanca; comuna Mărgăritești   | 26                                                                                         | sf. sec. XVIII-înc. sec. XIX                                                   | Încarcă foto \| video | Raportează eroare |
| BZ-II-m-B-02378.01 (RAN: 47435.01.01)             | Biserica de lemn „Sf. Dimitrie”                              | sat Câmpulungeanca; comuna Mărgăritești   | 26                                                                                         | sf. sec. XVIII-înc. sec. XIX                                                   | Încarcă foto \| video | Raportează eroare |
| BZ-II-m-B-02378.02                                | Clopotniță                                                   | sat Câmpulungeanca; comuna Mărgăritești   | 26                                                                                         | 1812 – 1816                                                                    | Încarcă foto \| video | Raportează eroare |
| BZ-II-m-A-02379 (RAN: 50139.04)                   | Biserica veche „Adormirea Maicii Domnului”                   | sat Cândești; comuna Vernești             | În cimitir                                                                                 | 1650                                                                           | Alte imagini          | Raportează eroare |
| BZ-II-m-B-02380                                   | Biserica „Sf. Voievozi”                                      | sat Cândești; comuna Vernești             |                                                                                            | 1824                                                                           | Alte imagini          | Raportează eroare |
| BZ-II-a-B-02381 (RAN: 50139.03)                   | Ansamblul conaculului Cândeștilor                            | sat Cândești; comuna Vernești             | 112 45.24658°N 26.70997°E                                                                  | sec. XVII                                                                      | Alte imagini          | Raportează eroare |
| BZ-II-m-B-02381.01 (RAN: 50139.03.01)             | Conac                                                        | sat Cândești; comuna Vernești             | 112 45.24709°N 26.70988°E                                                                  | sec. XVII                                                                      |                       | Raportează eroare |
| BZ-II-m-B-02381.02 (RAN: 50139.03.02)             | Pivniță                                                      | sat Cândești; comuna Vernești             | 112 45.24689°N 26.7095°E                                                                   | sec. XVII                                                                      |                       | Raportează eroare |
| BZ-II-m-B-02381.03                                | Fermă                                                        | sat Cândești; comuna Vernești             | 112 45.24631°N 26.70928°E                                                                  | sec. XVIII                                                                     |                       | Raportează eroare |
| BZ-II-m-B-02382                                   | Casa Constantin Tănase                                       | sat Chiliile; comuna Chiliile             | vatra satului                                                                              | 1870 – 1875                                                                    | Încarcă foto \| video | Raportează eroare |
| BZ-II-m-A-02383                                   | Casa cu blazoane                                             | sat Chiojdu; comuna Chiojdu               | 245, în spatele școlii 45.34835°N 26.21573°E                                               | sec. XVIII                                                                     | Alte imagini          | Raportează eroare |
| BZ-II-m-B-02384                                   | Casa Vasile Codescu                                          | sat Chiojdu; comuna Chiojdu               | 351 45.36068°N 26.20514°E                                                                  | sec. XVIII                                                                     | Încarcă foto \| video | Raportează eroare |
| BZ-II-a-B-02385                                   | Gospodăria Traian Drăgulin                                   | sat Chiojdu; comuna Chiojdu               | 413 45.34835°N 26.21573°E                                                                  | sf. sec. XIX                                                                   | Încarcă foto \| video | Raportează eroare |
| BZ-II-m-B-02385.01                                | Casă                                                         | sat Chiojdu; comuna Chiojdu               | 413                                                                                        | sf. sec. XIX                                                                   | Încarcă foto \| video | Raportează eroare |
| BZ-II-m-B-02385.02                                | Poartă                                                       | sat Chiojdu; comuna Chiojdu               | 413 45.3484°N 26.2161°E                                                                    | sf. sec. XIX                                                                   |                       | Raportează eroare |
| BZ-II-m-B-02385.03                                | Zid                                                          | sat Chiojdu; comuna Chiojdu               | 413                                                                                        | sf. sec. XIX                                                                   | Încarcă foto \| video | Raportează eroare |
| BZ-II-m-B-02499 (RAN: 50219.06)                   | Biserica de lemn „Sf. Pantelimon”                            | sat Ciobănoaia; comuna Merei              | 75                                                                                         | sec. XVIII                                                                     | Încarcă foto \| video | Raportează eroare |
| BZ-II-a-B-02386 (RAN: 46322.01)                   | Ansamblul bisericii „Nașterea Maicii Domnului”               | sat Cislău; comuna Cislău                 | Str. Culturii 46                                                                           | 1749                                                                           | Încarcă foto \| video | Raportează eroare |
| BZ-II-m-B-02386.01 (RAN: 46322.01.01)             | Biserica „Nașterea Maicii Domnului”                          | sat Cislău; comuna Cislău                 | Str. Culturii 46                                                                           | 1749                                                                           | Încarcă foto \| video | Raportează eroare |
| BZ-II-m-B-02386.02 (RAN: 46322.01.02)             | Clopotniță                                                   | sat Cislău; comuna Cislău                 | Str. Culturii 46                                                                           | 1749                                                                           | Încarcă foto \| video | Raportează eroare |
| BZ-II-a-B-02387                                   | Fostul schit Nifon, azi Spital                               | sat Ciuta; comuna Măgura                  | în pădurea Măgura                                                                          | sec. XIX                                                                       | Încarcă foto \| video | Raportează eroare |
| BZ-II-m-B-02387.01                                | Biserica „Izvorul Tămăduirii”                                | sat Ciuta; comuna Măgura                  |                                                                                            | 1845                                                                           | Încarcă foto \| video | Raportează eroare |
| BZ-II-m-B-02387.02                                | Chilii                                                       | sat Ciuta; comuna Măgura                  |                                                                                            | 1845                                                                           | Încarcă foto \| video | Raportează eroare |
| BZ-II-m-B-02387.03                                | Turn clopotniță                                              | sat Ciuta; comuna Măgura                  |                                                                                            | 1845                                                                           | Încarcă foto \| video | Raportează eroare |
| BZ-II-m-B-02387.04                                | Fosta școală D. Romano                                       | sat Ciuta; comuna Măgura                  |                                                                                            | sec. XIX                                                                       | Încarcă foto \| video | Raportează eroare |
| BZ-II-a-A-02388 (RAN: 47355.01)                   | Ansamblul bisericii „Intrarea în Biserică a Maicii Domnului” | sat Ciuta; comuna Măgura                  | Șos. Ardealului 23 45.2648°N 26.5279°E                                                     | 1762                                                                           | Alte imagini          | Raportează eroare |
| BZ-II-m-A-02388.01                                | Biserica „Intrarea în Biserică a Maicii Domnului”            | sat Ciuta; comuna Măgura                  | Șos. Ardealului 23 45.2647°N 26.5274°E                                                     | 1762                                                                           |                       | Raportează eroare |
| BZ-II-m-A-02388.02                                | Clopotniță                                                   | sat Ciuta; comuna Măgura                  | Șos. Ardealului 23 45.2647°N 26.5274°E                                                     | 1762                                                                           |                       | Raportează eroare |
| BZ-II-a-B-02389                                   | Ansamblul bisericii „Înălțarea Domnului”                     | sat Coca-Antimirești; comuna Vintilă Vodă | 89                                                                                         | 1804                                                                           | Încarcă foto \| video | Raportează eroare |
| BZ-II-m-B-02389.01                                | Biserica de lemn „Înălțarea Domnului”                        | sat Coca-Antimirești; comuna Vintilă Vodă | 89                                                                                         | 1804                                                                           | Încarcă foto \| video | Raportează eroare |
| BZ-II-m-B-02389.02                                | Clopotniță                                                   | sat Coca-Antimirești; comuna Vintilă Vodă | 89                                                                                         | 1804                                                                           | Încarcă foto \| video | Raportează eroare |
| BZ-II-a-B-02390                                   | Ansamblul bisericii „Sf. Teodor Tiron”, „Sf. Nicolae”        | sat Cocârceni; comuna Cozieni             | 30                                                                                         | 1819                                                                           | Încarcă foto \| video | Raportează eroare |
| BZ-II-m-B-02390.01                                | Biserica de lemn „Sf. Teodor Tiron”, „Sf. Nicolae”           | sat Cocârceni; comuna Cozieni             | 30                                                                                         | 1819                                                                           | Încarcă foto \| video | Raportează eroare |
| BZ-II-m-B-02390.02                                | Clopotniță                                                   | sat Cocârceni; comuna Cozieni             | 30                                                                                         | 1819                                                                           | Încarcă foto \| video | Raportează eroare |
| BZ-II-m-B-02391                                   | Biserica de lemn „Adormirea Maicii Domnului”                 | sat Coțatcu; comuna Podgoria              | 330, „Tigoiu”                                                                              | 1858                                                                           | Încarcă foto \| video | Raportează eroare |
| BZ-IV-m-B-02518                                   | Cruce de piatră                                              | sat Chiojdu; comuna Chiojdu               | În curtea bisericii                                                                        | 1712                                                                           | Încarcă foto \| video | Raportează eroare |
| BZ-IV-m-B-02519                                   | Statuia eroului Neacșu                                       | sat Cislău; comuna Cislău                 | DN10 45.24771°N 26.3715°E                                                                  | 1911 Frederic Storck                                                           | Alte imagini          | Raportează eroare |
| BZ-IV-m-B-02520                                   | Fântâna lui Mihai Viteazul                                   | sat Ciuta; comuna Măgura                  | DN10 km 33+400 45.27132°N 26.55311°E                                                       | 1975                                                                           |                       | Raportează eroare |